# Chrysler Imperial (modèle)
 (avril 2020).
La mise en forme du texte ne suit pas les recommandations de Wikipédia : il faut le « wikifier ».
Les points d'amélioration suivants sont les cas les plus fréquents. Le détail des points à revoir est peut-être précisé sur la page de discussion.
- Les titres sont pré-formatés par le logiciel. Ils ne sont ni en capitales, ni en gras.
- Le texte ne doit pas être écrit en capitales (les noms de famille non plus), ni en gras, ni en italique, ni en « petit »…
- Le gras n'est utilisé que pour surligner le titre de l'article dans l'introduction, une seule fois.
- L'italique est rarement utilisé : mots en langue étrangère, titres d'œuvres, noms de bateaux, etc.
- Les citations ne sont pas en italique mais en corps de texte normal. Elles sont entourées par des guillemets français : « et ».
- Les listes à puces sont à éviter, des paragraphes rédigés étant largement préférés. Les tableaux sont à réserver à la présentation de données structurées (résultats, etc.).
- Les appels de note de bas de page (petits chiffres en exposant, introduits par l'outil «  Source ») sont à placer entre la fin de phrase et le point final[comme ça].
- Les liens internes (vers d'autres articles de Wikipédia) sont à choisir avec parcimonie. Créez des liens vers des articles approfondissant le sujet. Les termes génériques sans rapport avec le sujet sont à éviter, ainsi que les répétitions de liens vers un même terme.
- Les liens externes sont à placer uniquement dans une section « Liens externes », à la fin de l'article. Ces liens sont à choisir avec parcimonie suivant les règles définies. Si un lien sert de source à l'article, son insertion dans le texte est à faire par les notes de bas de page.
- La présentation des références doit suivre les conventions bibliographiques. Il est recommandé d'utiliser les modèles {{Ouvrage}}, {{Chapitre}}, {{Article}}, {{Lien web}} et/ou {{Bibliographie}}. Le mode d'édition visuel peut mettre en forme automatiquement les références.
- Insérer une infobox (cadre d'informations à droite) n'est pas obligatoire pour parachever la mise en page.

Pour une aide détaillée, merci de consulter Aide:Wikification.
Si vous pensez que ces points ont été résolus, vous pouvez retirer ce bandeau et améliorer la mise en forme d'un autre article.
Cet article concerne la voiture construite par Chrysler jusqu'en 1954 et après 1990. Pour le cultivar de rose, voir Chrysler Imperial (rose). Pour les modèles Imperial vendus sous leur propre marque entre 1955 et 1983, voir Imperial (automobile).

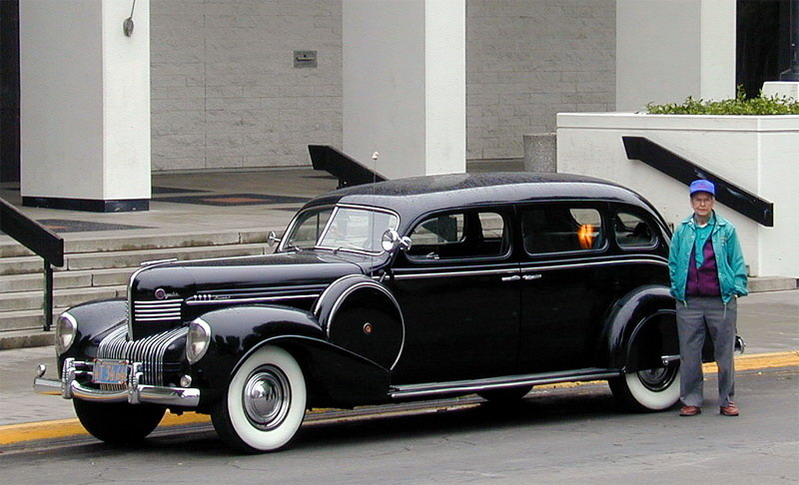
Une Chrysler Imperial de 1939.

La Chrysler Imperial, introduite en 1926, a été le véhicule haut de gamme de Chrysler pendant une grande partie de son histoire. Ces modèles ont été produits sous le nom Chrysler jusqu'en 1954, puis de 1990 à 1993. La société a positionné ces voitures comme une marque de prestige pour rivaliser avec Cadillac, Continental, Lincoln, Duesenberg, Pierce-Arrow, Cord et Packard. Selon Antique Automobile en 1970, « L'adjectif “imperial” (...) signifie souverain, suprême, supérieur ou de taille ou d'excellence inhabituelle. Le mot impérial convient donc à juste titre au modèle le plus cher de Chrysler ».

## 1926-1930

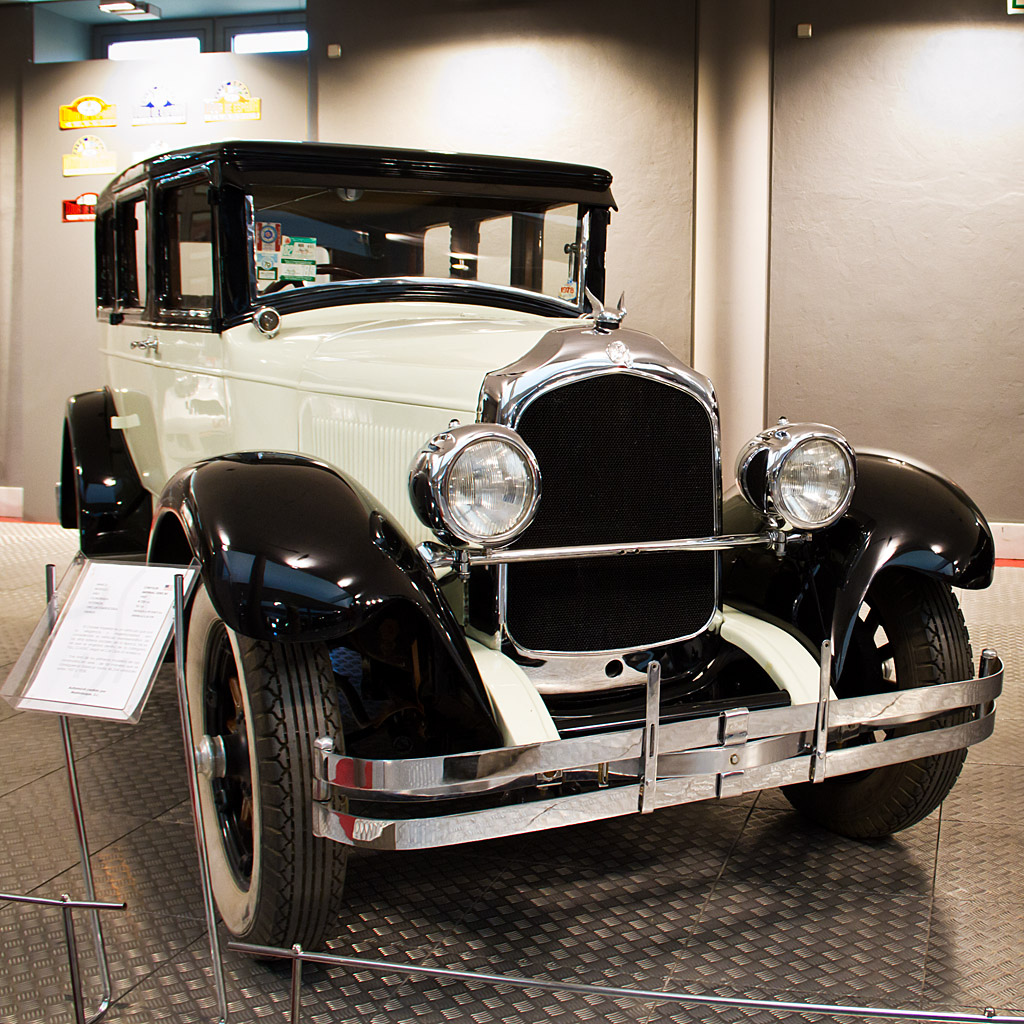
Une Chrysler Imperial de 1927.

En 1926, Walter P. Chrysler a décidé de concurrencer les marques nord-américaines Cadillac, Lincoln, Packard, Pierce Arrow, Cord et Duesenberg dans le domaine des voitures de luxe. Chrysler offrait des styles variés de carrosserie : un roadster à deux ou quatre places (quatre places si la voiture avait le siège de coffre), un coupé à quatre places, une berline et un phaéton à cinq places et une limousine haut de gamme à sept places. La limousine avait une cloison vitrée entre les compartiments passagers avant et arrière.
Le nouveau moteur de l'Imperial était légèrement plus grand que le moteur six cylindres en ligne standard de la société. Il s'agissait d'un six cylindres de 4,7 L avec sept paliers et une lubrification sous pression de 93 ch (69 kW). Les ressorts étaient semi-elliptiques à l'avant. La voiture a établi un record de vitesse transcontinentale au cours de l'année où elle a été lancée, parcourant plus de 10 000 km au cours de la semaine. La voiture a été choisie comme pace car pour l'Indianapolis 500 de 1926. Le modèle été désigné E-80, le 80 désignant la vitesse de croisière "garantie" de 130 km/h pour toute une journée. L'accélération été également rapide, passant de 0 à 97 km/h en 20 secondes. La transmission à quatre vitesses a été ajoutée en 1930. L'attention portée au luxe et aux styles de carrosserie multiples était une approche similaire à celle utilisée par M. Chrysler en tant que président de la Buick Motor Company, son employeur de 1911 à 1919.
Lorsque la deuxième génération d'Imperial a été introduite en 1931, la première génération a reçu des mises à jour mineures et s'appelait la Chrysler Six. En 1920, M. Chrysler, qui travaillait à la demande des banquiers pour rentabiliser Willys, a demandé aux ingénieurs automobiles Owen Skelton, Carl Breer et Fred Zeder de commencer à travailler sur une nouvelle voiture pour Willys, souvent appelée Chrysler Six. Lorsque Willys a rencontré des problèmes financiers, Walter Chrysler et les trois ingénieurs qui avaient travaillé sur la Chrysler Six ont tous déménagé à Maxwell-Chalmers où ils ont continué leur travail, pour finalement lancer la Chrysler à six cylindres en janvier 1924. (En 1925, le constructeur automobile Maxwell est devenu la Chrysler Corporation.)

## 1931-1933

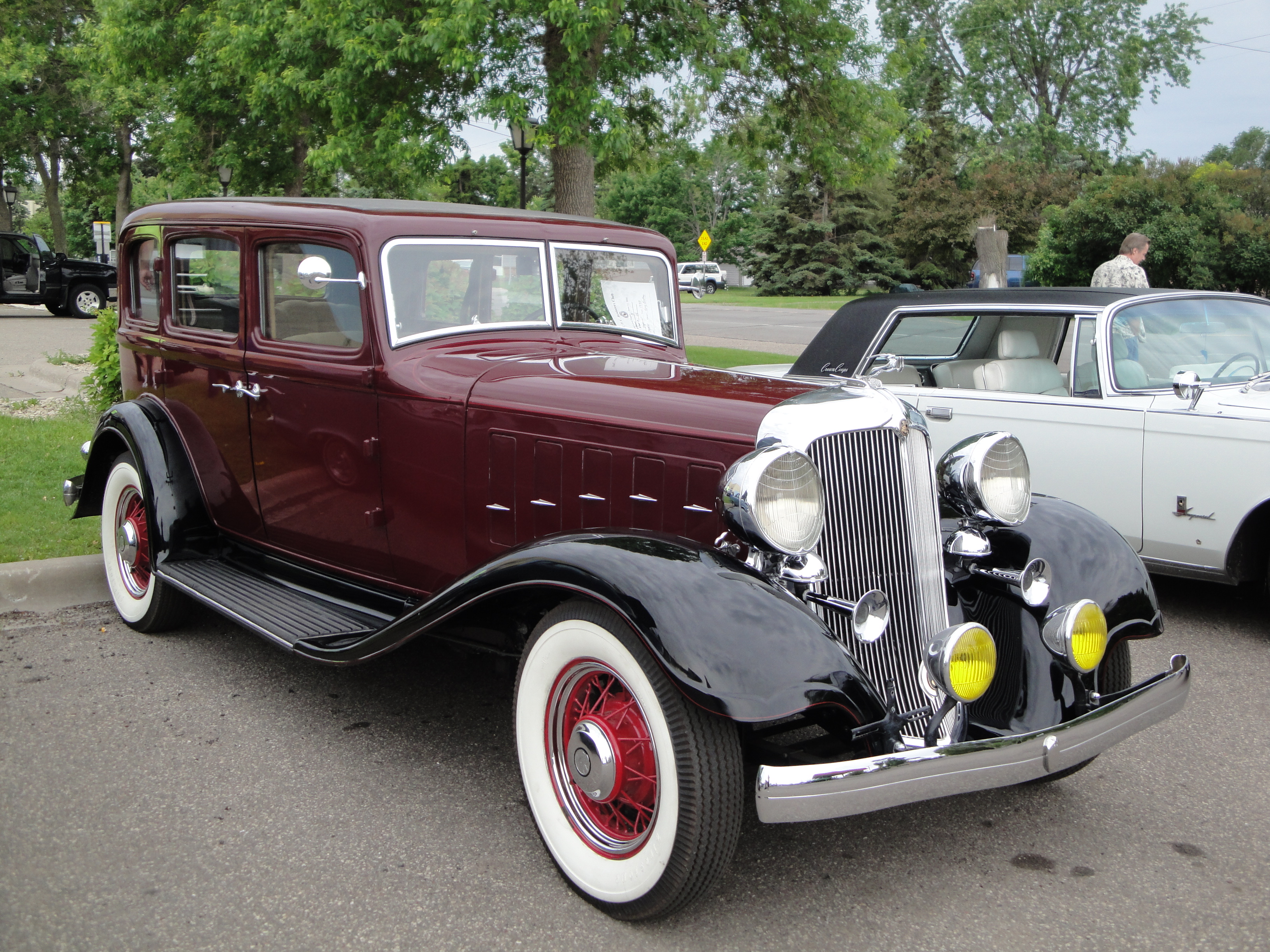
Une Chrysler Imperial de 1933.

La Chrysler Imperial a été repensée en 1931. Elle a reçu un nouveau moteur à huit cylindres en ligne de 6 309 cm3). Le matériel de marketing pour cette génération d'Imperial faisait référence à la voiture sous le nom de «Imperial 8», en référence au nouveau moteur 8 cylindres en ligne. Ce moteur se retrouvait dans de nombreux autres véhicules Chrysler. L'Imperial Custom, en plus des ailes antirouille, du contrôle automatique du chauffage et du verre de sécurité, été équipée de belles carrosseries personnalisés par plusieurs constructeurs d'autocars de luxe de l'époque. Celles-ci étaient construites sur mesure et équipées de tout ce que le client souhaitait - même un dictaphone.
Cette refonte a également vu l'introduction de nouvelles roues à rayons qui sont devenues standard jusqu'aux années 1940. Le conducteur de stock-car Harry Hartz a établi de nombreux records de vitesse avec une berline Imperial à Daytona Beach, en Floride. Elle a été introduite peu après l'apparition des Rolls-Royce Phantom II, Mercedes-Benz 770, Packard Eight, Duesenberg Model J, Cadillac Series 355 et Lincoln K-Series dans les années 1930.

## 1934-1936

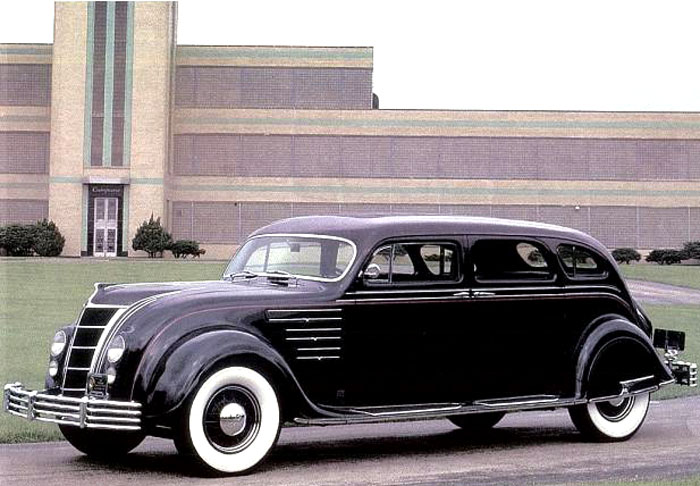
Une Chrysler Imperial « Airflow » de 1934.

La Chrysler Imperial de 1934 à 1936 a inauguré la conception « Airflow », reflétant un intérêt pour la rationalisation. La voiture été commercialisée avec le slogan « La voiture de demain est là aujourd'hui ». Elle comportait des sièges pour huit passagers et encore un moteur à huit cylindres. Il s'agissait de la première voiture conçue dans une soufflerie. Les premiers tests ont indiqué que l'aérodynamique de la voiture standard des années 1920 était meilleure lorsque celle-ci était tournée vers l'arrière dans la soufflerie, grâce à son coffre arrière incurvé. Cela a conduit à repenser la conception fondamentale des voitures de Chrysler. L'Airflow était une voiture exceptionnellement moderne et avancée avec un succès technique sans précédent. Le moteur et l'habitacle ont été déplacés vers l'avant, offrant un meilleur équilibre et une meilleure conduite. Une première forme de construction monocoque a été utilisée, ce qui les rend extrêmement solides. Ce fut l'un des premiers véhicules avec des jupes d'ailes.
Le public a été rebuté par le style non conventionnel et n'a pas acheté la voiture en grand nombre. Cet échec commercial a conduit Chrysler à un style trop conservateur durant les 20 années suivantes. Le style "standard" des Chrysler bas de gamme se vendait trois fois mieux que l'Airflow.
Son apparence était similaire à celle de la Tatra 77, non apparentée, qui est également apparue au milieu des années 1930 avec une réaction similaire au style.

## 1937-1939

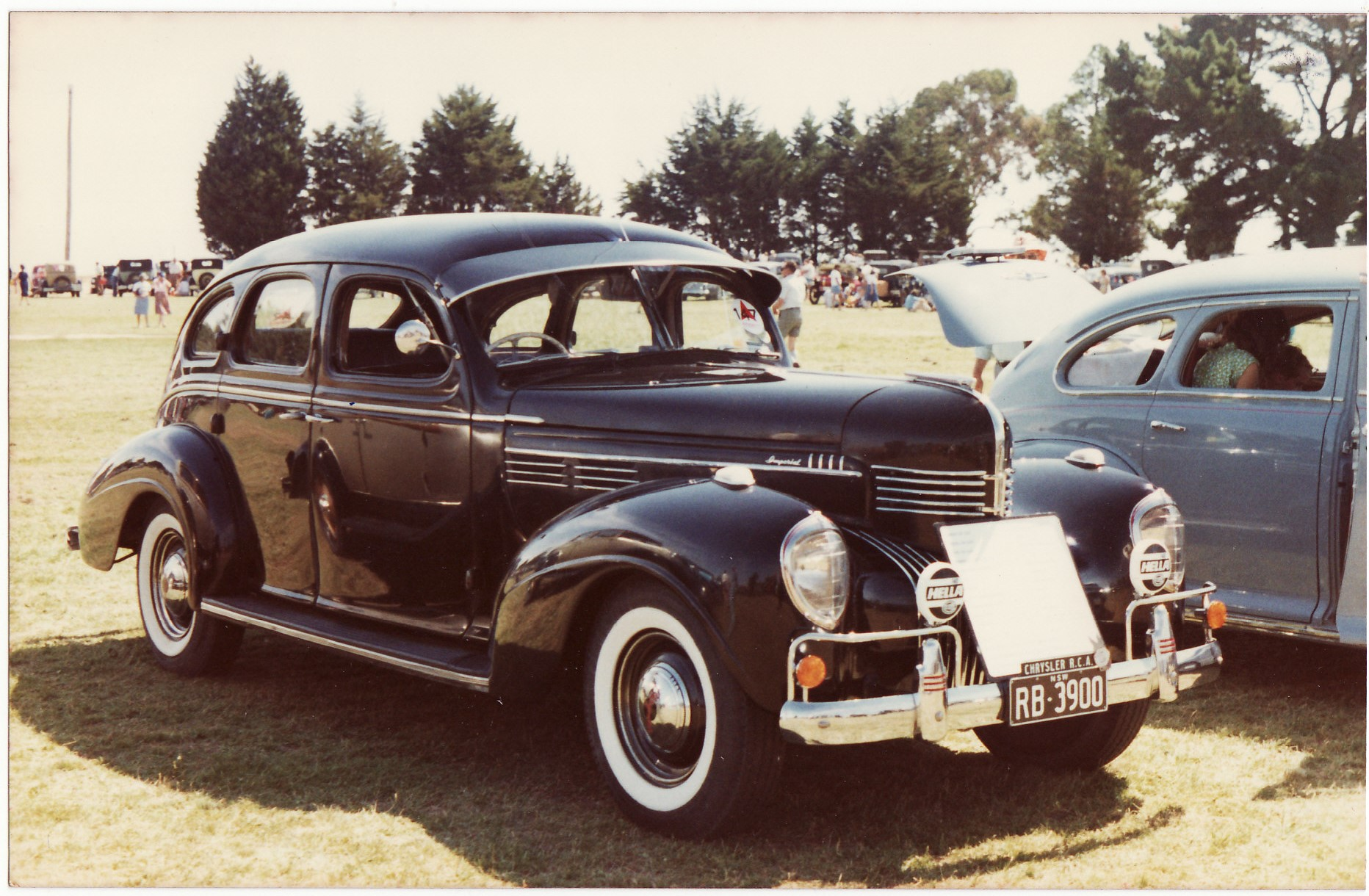
Une Chrysler Imperial (C 24) de 1939.

Les innovations pour 1937 comprenaient des évents de dégivrage intégrés, de la quincaillerie intérieure de type sécurité (comme des poignées de porte flexibles et des commandes encastrées sur le tableau de bord), un rembourrage de dossier et des supports moteur entièrement isolés. Les freins étaient des tambours de 13 pouces, puis en 1939, ils sont passés à 14 pouces, mais ont diminué à des tambours de 12 pouces en 1940. La suspension avant était indépendante.
Il y avait trois modèles d'Imperial dans cette génération. La C-14 était le huit cylindres en ligne standard et ressemblait beaucoup à la Chrysler Royal C-18 avec un capot plus longs. La C-15 était l'Imperial Custom et la Town Sedan Limousine, avec des panneaux latéraux arrière aveugles. Ce modèle était disponible sur commande spéciale. Le troisième modèle, C-17, était la désignation du modèle Airflow. Elles avaient une manivelle dissimulée pour soulever le pare-brise et le capot était articulé et s'ouvrait par l'avant; les panneaux latéraux du capot été libérés par des loquets à l'intérieur. Une berline convertible Imperial Custom a été utilisée comme voiture officielle à l'Indy 500.
À la suite d'une tentative d'assassinat en 1937, une Chrysler Imperial blindée a été achetée comme voiture officielle pour António de Oliveira Salazar, président du Conseil des ministres du Portugal.

## 1940-1948
En 1940, la gamme Imperial a été réduite aux berlines Crown Imperial à huit places et aux limousines à huit places, la nouvelle Chrysler New Yorker occupant la première place parmi les modèles de longueur standard. La ligne Imperial standard a été temporairement interrompue. Deux styles de carrosserie ont été produits, une berline à quatre portes pour huit passagers et une limousine à quatre portes pour huit passagers. Les deux véhicules avaient une différence de prix de 100 $ US et une différence de poids de 5 kg. Les amortisseurs télescopiques hydrauliques étaient à l'avant et à l'arrière. Les essuie-glaces électriques à deux vitesses étaient de série. Comme pour toutes les automobiles construites aux États-Unis, la production a été suspendue au début de l'année modèle 1942 en raison des demandes de production de la Seconde Guerre mondiale, et n'a repris que l'année modèle 1946.
Le nom "Imperial" a été introduit sur les limousines haut de gamme construites par Cadillac à partir de 1941.

## 1949-1954
Trois styles de carrosseries Imperial ont été produites en 1949. L'Imperial à empattement court n'était disponible qu'en berline quatre portes à six places. L'Imperial Crown à 4 portes et 8 places était disponible en berline ou en limousine avec un pare-brise divisé.
La nouvelle berline Imperial sur mesure était basée sur la Chrysler New Yorker. Elle partageait la même garniture, mais avait un toit recouvert de toile et une sellerie Imperial en cuir et en drap fin. Ces fonctions été installées par Derham, sur la toute nouvelle tôlerie Chrysler d'après-guerre. Au début de 1949, les Imperial Crown étaient en fait des restes de 1948. Les nouveaux modèles ne sont arrivés qu'en mars 1949. Leur style était plus élégant que les modèles précédents, mais conservateur. Des barres moins nombreuses mais plus lourdes ont été utilisées dans la calandre hachurée. Les pièces horizontales supérieures et centrales s'enroulent autour des ailes avant. Des moulures de bas de caisse, un garde-boue arrière, une garniture de fenêtre inférieure sur toute la longueur et des bandes chromées horizontales sur les ailes arrière et depuis les phares jusqu'à environ la moitié des portes avant ont été utilisées pour décorer la carrosserie latérale. La Crosley Hot Shot de 1950 est souvent récompensée pour ses premiers freins à disque de production, mais la Chrysler Imperial Crown les avait en fait comme équipement standard au début de l'année modèle 1949. Le disque Crosley était un développement de Goodyear, un type d'étrier avec rotor ventilé, conçu à l'origine pour les applications aéronautiques. Seul l'Hot Shot l'a présentée. L'absence de recherches suffisantes a causé d'énormes problèmes de fiabilité, en particulier dans les régions nécessitant l'utilisation de sel sur les routes en hiver, telles que l'adhérence et la corrosion. La conversion pour des freins à tambour sur les Hot Shot était très populaire.
Le système de freinage à disque aux 4 roues de Chrysler était plus complexe et plus cher que celui de Crosley, mais beaucoup plus efficace et fiable. Il été construit par Auto Specialties Manufacturing Company (Ausco) de St. Joseph, Michigan, sous les brevets de l'inventeur H.L.Lambert, et a été testé pour la première fois sur une Plymouth de 1939. Contrairement au disque d'étrier, Ausco-Lambert utilisait des disques à double expansion qui frottaient contre la surface intérieure d'un tambour de frein en fonte, qui servait également de logement de frein. Les disques se séparent pour créer une friction contre la surface intérieure du tambour grâce à l'action des cylindres de roue standard.
Les disques Chrysler étaient «auto-énergisants», dans la mesure où une partie de l'énergie de freinage elle-même contribuait à l'effort de freinage. Cela été accompli par de petites billes placées dans des trous ovales menant à la surface du frein. Lorsque le disque entrait en contact initial avec la surface de friction, les billes étaient forcées dans les trous, forçant les disques à s'écarter et augmentant l'énergie de freinage. Cela permettait une pression de freinage plus légère qu'avec les étriers, évitait la décoloration des freins, favorisait un fonctionnement par temps froid et fournissait un tiers de surface de friction en plus que les tambours Chrysler standard de 300 mm. Mais en raison des dépenses, ces freins n'étaient de série que sur la Chrysler Imperial Crown jusqu'en 1954 et sur la Town and Country Newport en 1950. Cependant, ils étaient facultatifs sur d'autres Chrysler, au prix d'environ 400 $, à un moment où une Crosley Hot Shot entière se vendait 935 $. Les propriétaires d'aujourd'hui considèrent l'Ausco-Lambert comme très fiable et puissant, mais admettent son accroche et sa sensibilité.
L'Imperial de 1950 était essentiellement une New Yorker avec un intérieur personnalisé. Elle avait un traitement de calandre de style Cadillac qui comprenait des feux de signalisation circulaires enfermés dans une pièce chromée nervurée enveloppante. La garniture latérale était similaire au modèle de l'année précédente, mais la bande de garde-boue avant se terminait aux portes avant et la moulure de garde-boue arrière était au niveau supérieur du pneu et intégrée. Contrairement à l'Imperial standard, l'Imperial Crown avait un traitement latéral dans lequel les moulures de garde-boue arrière étaient séparées. Des moulures de seuil de caisse étaient utilisées sur toutes les Imperial, mais étaient d'un type moins massif sur les modèles Crown. Une version spéciale de la limousine était disponible. Elle comportait un intérieur en cuir unique et un dessus en cuir qui noircissait les vitres arrière. Les fenêtres électriques étaient standard sur l'Imperial Crown.
Dans un mouvement inhabituel pour les années 1950, l'Imperial de 1951 avait sensiblement moins de chrome que la New Yorker moins cher qui était sa base. Elle avait également trois barres de calandre horizontales avec les feux de stationnement entre les barres et une pièce verticale centrale chromée. Mis à part sa plaque signalétique de garde-boue avant, les garnitures de carrosserie latérales étaient limitées aux moulures sous les fenêtres, aux moulures de bas de caisse, aux boucliers en métal brillant et à une lourde bande de moulure horizontale traversant les bandes de garde-boue. Trois carrosseries 2 portes ont été ajoutées au modèle Imperial en 1951: un coupé Club, un toit rigide et une décapotable. Seulement 650 cabriolets ont été vendus et il serait abandonné l'année suivante. 1951 a également été l'année où Chrysler a présenté son V8 Hemihead de 5,4 L. La direction assistée "Hydraguide", une première dans l'industrie pour une utilisation dans la production d'automobiles, est devenue disponible sur l'Imperial pour un montant supplémentaire de 226 $ et elle était de série sur l'Imperial Crown.
Les Imperial de 1952 étaient pratiquement identiques aux modèles de 1951, et le moyen le plus efficace de faire la différence entre eux est de se référer aux numéros de série. La carrosserie convertible a été abandonnée en 1952. Contrairement aux autres Chrysler, les feux arrière de l'Imperial n'ont pas été modifiés. La direction assistée était standard. La "nouvelle" Imperial Crown est également restée inchangée pour 1952. Seulement 338 de ces voitures ont été fabriquées dans la série de modèles de 1951–1952, et les numéros de série indiquent que 205 étaient enregistrées comme des voitures de 1952. Un changement mineur a été une réduction de 25 mm dans la mesure de la bande de roulement avant.

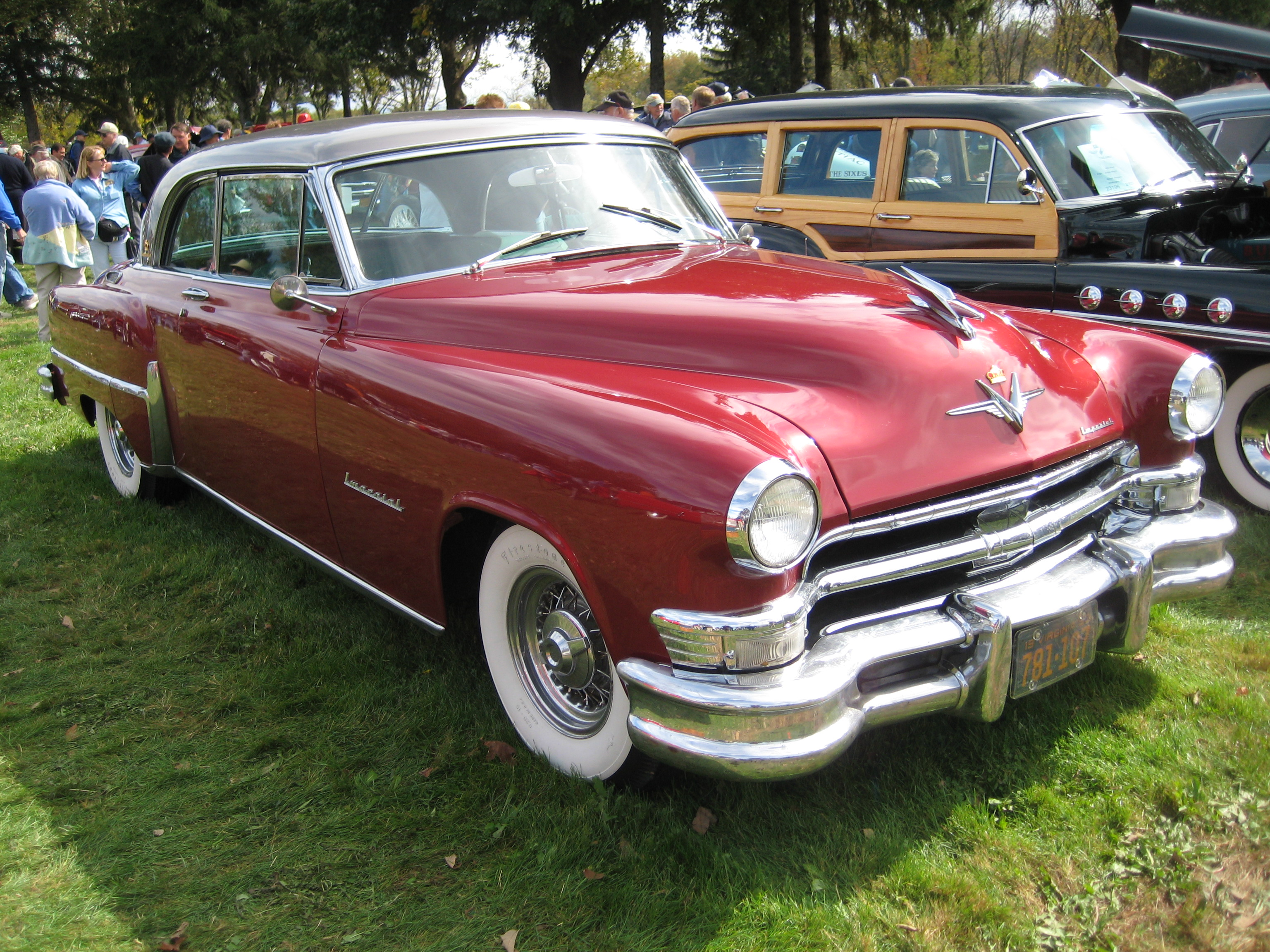
Une Chrysler Imperial de 1953.

En 1953, le modèle Imperial a été renommé Imperial Custom. Bien que l'Imperial Custom ressemble à la New Yorker, son empattement, ses feux arrière et ses garnitures latérales étaient différents. Les ailes avant propres et le bouclier supérieur des ailes arrière la distinguent des Chrysler «ordinaires». C'était aussi la première année pour l'ornement d'aigle stylisé sur le capot. Des freins électriques, des vitres électriques, des accoudoirs rabattables au centre (avant et arrière) et un tableau de bord rembourré étaient de série. Les feux de stationnement de toutes les Imperial étaient placés entre les moulures de calandre supérieure et centrale, une variation du design utilisé sur les autres voitures Chrysler. Un nouveau modèle était la limousine Imperial Custom à six places qui avait comme équipement standard des fenêtres électriques, une fenêtre à division électrique, des lampes de courtoisie au niveau du sol, un chauffage pour le compartiment arrière, des repose-pieds rabattables, une horloge montée sur le siège et des intérieurs spéciaux en tissu ou en cuir de luxe. Le 10 mars 1953, le toit rigide Imperial Custom Newport exclusif a été ajoutée à la gamme Imperial à 325 $ de plus que le prix de la berline à huit places. Le coupé Club 2 portes a été abandonné. Les berlines Imperial Custom roulaient désormais sur un empattement de 51 mm de plus que les toits rigides à deux portes. L'ornement d'aigle était à peu près la seule nouveauté de l'Imperial Crown de 1953. La plaque signalétique a été légèrement changée et la limousine comportait des moulures sur le dessus des ailes arrière. Les Imperial Crown sont venues avec un système électrique de 12 volts (les Imperial Custom avaient toujours un système de 6 volts) et la première transmission entièrement automatique de Chrysler, appelée PowerFlite, est devenue disponible à la fin de l'année modèle, en cours d'installation dans un nombre limité de voitures pour les tests et l'évaluation. La direction assistée était standard sur les Imperial Crown. En outre, 1953 était la première année où l'Imperial avait un pare-brise en une seule pièce, au lieu d'un en deux pièces. Un tableau de bord rembourré était standard.
La Chrysler Imperial de 1953 a été la première voiture de série en douze ans à disposer de la climatisation automobile, à la suite d'expériences provisoires menées par Packard en 1940 et Cadillac en 1941. Walter P. Chrysler avait vu l'invention de la climatisation Airtemp dans les années 1930 pour le Chrysler Building, et l'avait ostensiblement proposée sur les voitures en 1941-42, et de nouveau en 1951-52, mais aucune n'est connue pour avoir été vendus sous cette dernière forme jusqu'à l'année modèle 1953. En installant des unités de climatisation Airtemp en option sur ses Imperial en 1953, Chrysler a battu Cadillac, Buick et Oldsmobile qui ont ajouté la climatisation en option dans l'année modèle 1953.
L'Airtemp était plus sophistiqué et efficace que les climatiseurs rivaux compliqués de 1953. Il faisait recirculer, plutôt que simplement refroidir, l'air à l'intérieur du véhicule, et c'était également l'unité de plus grande capacité disponible sur une automobile. Il était également simple à utiliser, avec un seul interrupteur sur le tableau de bord marqué avec des positions basse, moyenne et haute, que le conducteur sélectionnait à sa guise. Le système était capable de refroidir une Chrysler de 49 °C à 29 °C en environ deux minutes, et d'éliminer complètement l'humidité, la poussière, le pollen et la fumée de tabac en même temps. Puisqu'il dépendait de l'air frais et en consommait 60 % de plus que tout autre système contemporain, l'Airtemp évitait le vieillissement obsolète associé à la climatisation automobile à l'époque. C'était silencieux et discret. Au lieu de tubes en plastique montés sur le plancher comme sur les modèles de GM et sur d'autres voitures, de petits conduits dirigeaient l'air frais vers le plafond de la voiture où il filtrait autour des passagers au lieu de souffler directement sur eux, une caractéristique que les voitures modernes ont perdue.
En 1954, l'Imperial Custom avait une nouvelle calandre composée d'une lourde barre centrale horizontale enveloppante avec cinq arêtes sur le dessus et des feux de signalisation circulaires intégrés. Sa plaque signalétique d'aile avant était au-dessus d'une bande chromée, qui s'étendait sur toute la longueur depuis la porte avant jusqu'à l'avant de l'ouverture de porte. Le garde-boue arrière était plus grand qu'en 1953, mais le moulage du panneau de culbuteur et le style de la bande chromée du garde-boue arrière étaient toujours les mêmes. Les feux de recul étaient désormais situés directement sous les feux arrière, plutôt que de diviser les feux comme dans le modèle de l'année précédente. L'Imperial Crown partage un style de base avec l'Imperial Custom. Cependant, elle avait des portes arrière à ouverture centrale et des feux arrière de type Cadillac. La climatisation était standard sur l'Imperial Crown.

## 1955-1983: Une marque distincte
Article principal: Imperial (automobile)

### 1955-1975
Chrysler Corporation a informé les bureaux des licences d'État qu'à partir de 1955, Imperial devait être enregistrée en tant que marque distincte. C'était une tentative de concurrencer directement Cadillac de GM et Lincoln, marques distinctes de Ford axées sur le luxe. Souvent et erronément dénommée "Chrysler Imperial", ces voitures n'avaient aucun badge "Chrysler" n'importe où jusqu'en 1971 (bien qu'il ait été retiré en 1974), et étaient une marque distincte, tout comme Lincoln et Cadillac l'étaient pour Ford et GM. À partir des modèles Imperial de 1974, le badge «Chrysler» a de nouveau été retiré de la carrosserie, seule la plaque signalétique «Imperial» apparaissant.
En avril 1955, Chrysler et Philco ont annoncé le développement et la production du premier autoradio tout transistor au monde. La radio, le modèle Mopar 914HR, était une «option» de 150,00 $ sur les modèles automobiles Imperial de 1956. Philco a commencé à fabriquer l'autoradio tout transistor pour Chrysler à l'automne 1955 dans son usine de Sandusky, Ohio,,.
L'intention de Chrysler était de créer une gamme individuelle de voitures de luxe, distincte des véhicules de marque Chrysler. Cette stratégie de marketing a souffert du fait que les voitures étaient rarement (voire jamais) vendues dans les salles d'exposition Imperial autonomes. Cadillac et Lincoln ont fait un bien meilleur travail pour séparer leurs marques de luxe des voitures moins chères qu’elles vendaient. L'Imperial était plutôt proposé dans le réseau de concessionnaires Chrysler aux côtés des offres de Chrysler, et la marque était presque universellement connue sous le nom de "Chrysler Imperial" dans l'esprit du public pour cette raison, malgré le fait que tous les concessionnaires existants portaient en effet des signes de concession "Imperial" distincts de Chrysler.
Les automobiles Imperial ont continué d'être vendues au détail par l'entremise des concessionnaires Chrysler. Un canal de commercialisation distinct n'a pas été établi ; ainsi, la plaque signalétique Imperial n'a pas réussi à se séparer des autres modèles Chrysler et à devenir une marque autonome. À partir de 1967, la division Imperial, offrant trois gammes (Custom, Crown et LeBaron), s'est retirée de sa construction de châssis séparée et de sa carrosserie unique sur un empattement de 3 289 mm. À partir de ce moment, les Imperial ont utilisé les carrosseries des Chrysler. Elles étaient dotées d'un style unique et, jusqu'en 1973, de capots très longs qui représentaient l'empattement de 76 mm de plus (3 226 contre 3150 mm) par rapport aux autres berlines Chrysler. Elles ont continué d'utiliser des suspensions avant uniques avec des barres de torsion plus longtemps que tous les autres produits Chrysler et une traverse de sous-châssis isolée en caoutchouc contenant les ancrages de la barre de torsion, ainsi qu'une instrumentation complète soutenue par des voyants d'avertissement. En 1974 et 1975, des brochures distinctes ont été publiées et des panneaux Imperial distincts se tenaient toujours au-dessus des concessionnaires, et l'Imperial a continué à présenter des caractéristiques uniques (telles que des phares cachés comme en vedette depuis 1969, des freins antiblocage en option offerts depuis 1971 et des freins à disque standard aux quatre roues en 1974 et 1975), l'empattement a été réduit au même 3 150 mm que les autres grosses Chrysler.
Bien qu'il n'y ait eu aucune Imperial produite entre 1976 et 1978, le style qui était auparavant utilisé pour l'Imperial a été rebaptisé Chrysler New Yorker Brougham pendant cette période. Les freins à disque arrière et la fonction antiblocage en option ont disparu, mais les intérieurs exceptionnellement agréables, y compris les lampes de lecture arrière avec des lentilles de précision qui ne brillaient pas sur le pare-brise, et quatre briquets, sont restés pratiquement inchangés.

### 1981-1983

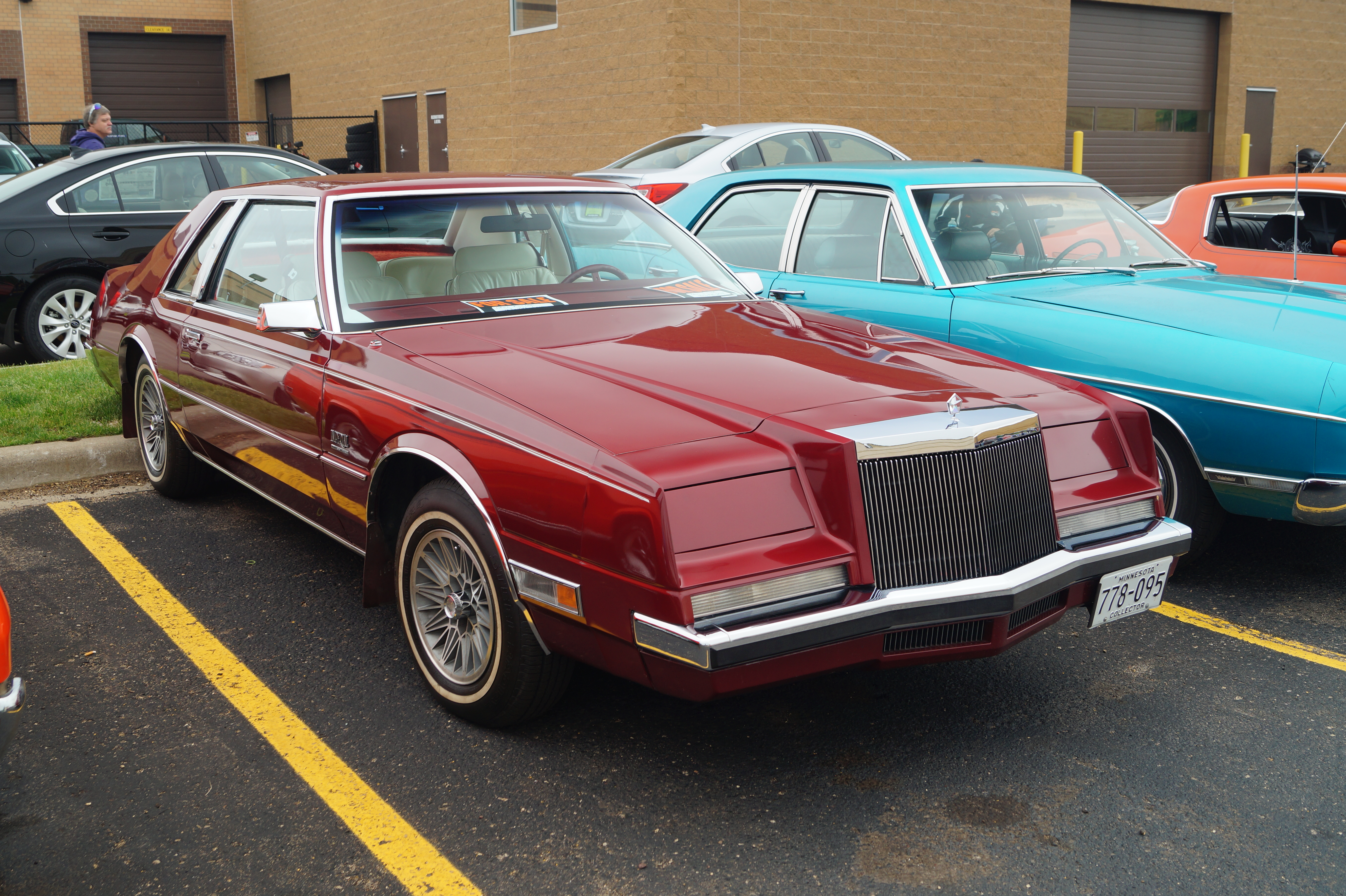
Une Chrysler Imperial de 1982.

La marque Imperial a de nouveau été ressuscitée pour les années modèles 1981 à 1983 avec un coupé deux portes basé sur la plate-forme de la Chrysler Cordoba de deuxième génération. Tous les exemplaires d'Imperial de 1981-1983 utilisaient le moteur V8 de 5 211 cm3 de Chrysler. Toutes les Imperial de 1981 étaient équipées de série d'une injection de carburant.

## 1990-1993
Le début des années 1990 a vu une renaissance de l'Imperial en tant que berline haut de gamme dans la gamme Chrysler. Contrairement à l'Imperial de 1955-1983, cette voiture était un modèle de Chrysler, pas sa propre marque. Basé sur la plate-forme Y, elle représentait le modèle haut de gamme de la gamme Chrysler; au-dessous se trouvait la New Yorker Fifth Avenue similaire, et au-dessous se trouvait la New Yorker à empattement plus court.
La réintroduction de l'Imperial a eu lieu deux ans après la transformation de la Lincoln Continental en une berline à traction avant avec un moteur V6. Les autres concurrents nationaux dans ce segment comprenaient la Cadillac Sedan DeVille / Fleetwood, Oldsmobile 98 et Buick Electra / Park Avenue, qui partageaient toutes la plate-forme C, alors phare, de General Motors.
Bien qu'étroitement liés, l'Imperial diffère de la New Yorker Fifth Avenue à bien des égards. Le nez de l'Imperial était plus en forme de coin, tandis que celui de la New Yorker Fifth Avenue avait un profil plus net et plus angulaire (la New Yorker Fifth Avenue a ensuite été redessinée avec une extrémité avant plus arrondie). Les arrières des deux voitures différaient également. Comme l'avant, l'arrière de la New Yorker Fifth Avenue a pris des angles plus raides tandis que l'arrière de l'Imperial avait des bords plus arrondis. On retrouve également sur l'Imperial des feux arrière sur toute la largeur, similaires à ceux de la Chrysler TC, ainsi que du coupé Imperial du début des années 1980, tandis que la New Yorker Fifth Avenue est équipée de feux arrière verticaux plus petits. À l'intérieur, les sièges "Kimberly Velvet" (Mark Cross Leather était disponible) de l'Imperial portait un look plus rationalisé, tandis que la New Yorker Fifth Avenue avait des sièges capitonnés.
Initialement, l'Imperial de 1990 était propulsée par le moteur V6 EGA 3,3 L de 149 ch (110 kW), qui étaient évalués à 251 N m de couple. Pour 1991, le V6 de 3,3 L a été remplacé par le plus grand V6 EGH de 3,8 L. Bien que la puissance n'ait augmenté que jusqu'à 152 ch (112 kW) avec le nouveau plus grand V6 de 3,8 L, le couple a augmenté à 292 N m à 2 750 tr/min. Une transmission automatique à quatre vitesses était de série avec les deux moteurs.
Cette génération d'Imperial était une berline à 6 places offerte en velours ou en cuir Mark Cross. L'équipement électrique est venu de série, tout comme la climatisation automatique à température contrôlée, les freins antiblocage, le régulateur de vitesse, l'airbag côté conducteur et son toit Landau en vinyle distinct. L'Imperial comportait des phares cachés derrière des couvercles métalliques rétractables similaires à ceux trouvés sur le coupé / cabriolet LeBaron et la New Yorker / Fifth Avenue. L'Imperial était disponible avec un choix de plusieurs systèmes de son Infinity, tous avec un lecteur de cassettes. Parmi les autres options majeures, citons le tableau de bord numérique entièrement électronique avec centre d'information, le système de suspension pneumatique à commande électronique et le télédéverrouillage avec alarme de sécurité. Des téléphones cellulaires Chrysler intégrés, installés par le concessionnaire, et des changeurs de CD à six disques étaient également disponibles.
Toutes les Imperial de septième génération étaient couvertes par le Crystal Care Owner Care Program de Chrysler, qui comprenait une garantie limitée de 5 ans ou 80 500 km et 7 ans ou 113 000 km sur le groupe motopropulseur. Un service d'assistance téléphonique sans frais est également disponible 24h/24.
Comme prévu à l'origine, cette génération de Chrysler Imperial a été abandonnée après l'année modèle 1993 avec les New Yorker similaires. Elles ont été remplacées par les nouvelles berlines à plateforme LH. Alors que le nom New Yorker a continué pendant trois années de plus, 1993 serait la dernière année pour l'Imperial. La Chrysler LHS de style cabine avant, acclamée par la critique, a remplacé l'Imperial en tant que modèle phare de Chrysler pour 1994.

### Chiffres de production et prix
| Année | Unités | Prix de base d'origine | Équivalent en dollars d'aujourd'hui |
| ----- | ------ | ---------------------- | ----------------------------------- |
| 1990  | 14 968 | 25 655 $               | 50 206 $                            |
| 1991  | 11 601 | 27 119 $               | 50 905 $                            |
| 1992  | 7 643  | 28 453 $               | 51 839 $                            |
| 1993  | 7 064  | 29 481 $               | 52 177 $                            |
| Total | 41 276 |                        |                                     |

## 2006

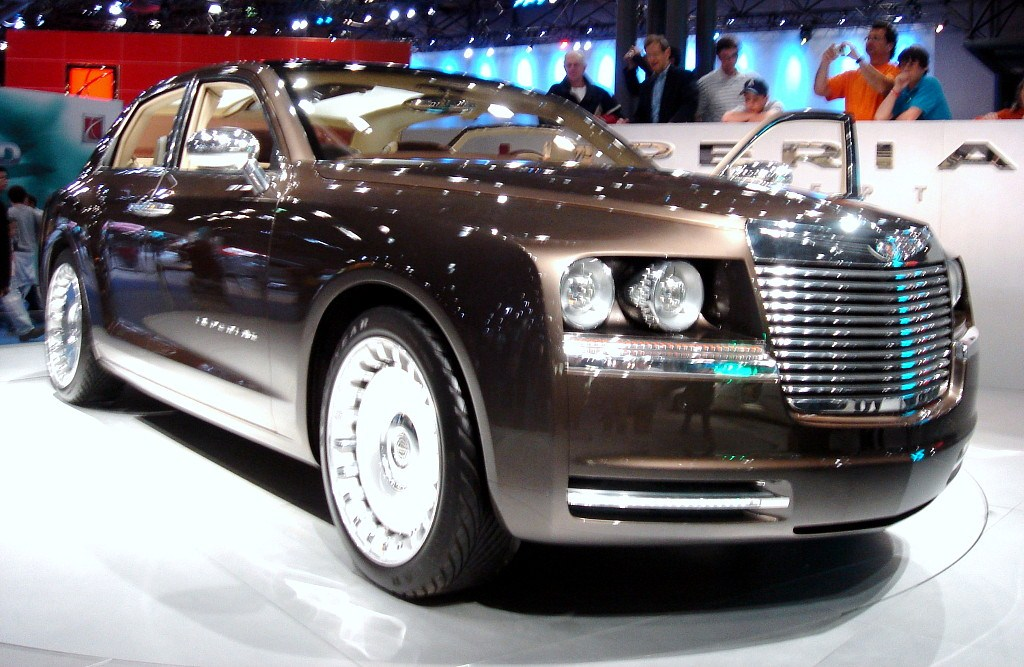
La Chrysler Imperial Concept de 2006.

Un concept car Chrysler Imperial a été présenté au Salon international de l'automobile d'Amérique du Nord 2006. Ce concept utilise la plate-forme Chrysler LY, qui est une plate-forme LX étendue. Elle est dotée d'un empattement de 3 124 mm. Sur des roues de 22 pouces, la voiture présentait "une image à six chiffres mais à un prix beaucoup plus bas" selon Tom Tremont, vice-président de la conception de véhicules avancés pour Chrysler. Le design incorporait un long capot et une partie avant dominés par un radiateur vertical et une calandre à thème horizontal. Les cosses en aluminium brossé et poli évoquent les phares sur pied (un retour classique favorisé par les concepteurs en chef de Chrysler, Virgil Exner et Elwood Engel, des années 1960, couramment utilisés dans les véhicules Chrysler des années 1930). Les feux arrière circulaires à LED avec bagues extérieures flottantes rappelant le look des feux arrière "gun sight" des Imperial du début des années 1960. La ligne de toit été tirée vers l'arrière pour agrandir la cabine et créer un profil plus long.

### Annulation
Le 17 juillet 2007, Chrysler a officiellement annoncé qu'elle abandonnerait les plans de production de l'Imperial. Citant l'augmentation des coûts de carburant et des normes d'économie de carburant plus strictes attendues du Congrès, Chrysler a déclaré que le projet Imperial était arrêté, car une analyse de rentabilisation viable ne pouvait plus être faite pour la voiture.